# Lonchura cucullata
El capuchino bronceado (Lonchura cucullata) es una especie de ave paseriforme de la familia Estrildidae propia del África subsahariana. Es un pájaro muy social que habita en los límites del bosque y las sabanas secas. Se extiende por un área de distribución total de unos 8.100.000 km². Es la especie de capuchino más pequeña y más extendida del continente africano. Coexiste con el capuchino malgache en las islas Comoras, y ha sido introducido en Puerto Rico. Se considera una plaga de los arrozales especialmente en África Occidental. Localmente es cazada para el comercio de mascotas.

## Descripción
El capuchino bronceado es una de las especies de fringílidos más pequeñas. Mide entre 9–10 cm de largo, y pesa entre 7–12 gramos. El adulto es un pájaro compacto con la cola corta, pico robusto con mandíbula superior negra y la inferior gris clara (no azulada como otros capuchinos). Su cabeza, garganta y el centro del pecho son de un color entre negro y pardo oscuro, con algunas iridiscencias verdes o violetas en los laterales del rostro y pecho. El resto de parte superiores son de color pardo oliváceo, y las inferiores son blancas con un listado oscuro irregular en los flancos y el obispillo. Presentan una mancha de iridiscencias verdes en las escapulares exteriores, especialmente en la raza occidental. Las coberteras y las rémiges tienen los bordes más claros o de tono más cálido. Ambos sexos tienen un aspecto similar. Los inmaduros son tienen las partes superiores de tonos parduzcos con la cabeza y partes inferiores anteadas. La muda al plumaje adulto se produce a los seis meses, cuando los machos empiezan a cantar y a exhibir el comportamiento reproductor.

## Distribución y hábitat
Se encuentra en la mayor parte del África subsahariana, además de la isla de Bioko, Pemba, Zanzíbar, Mafia y las Comoras, además ha sido introducido en Puerto Rico, donde se ha establecido.
Frecuentan las zonas cerca del agua, incluidas las sabanas secas, los matorrales de espino, el límite de las montañas, o los de los bosques, los bosques secundarios, y también los márgenes de los humedales, los campos de cultivo, los parques y jardines. Suelen encontrars entre el nivel del mar y los 1.500 m, pero cerca del ecuador pueden encontrase hasta los 2.150 m de altitud. Pueden realizar grandes desplazamientos en busca de alimento.

## Comportamiento

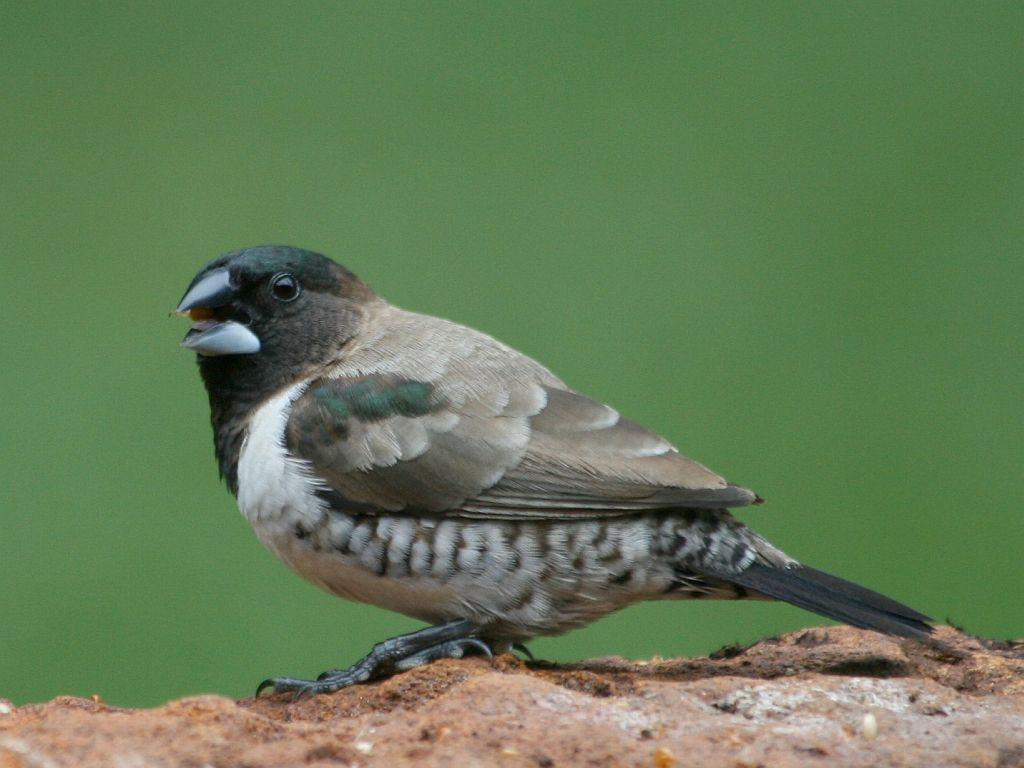
Ejemplar en Sudáfrica.

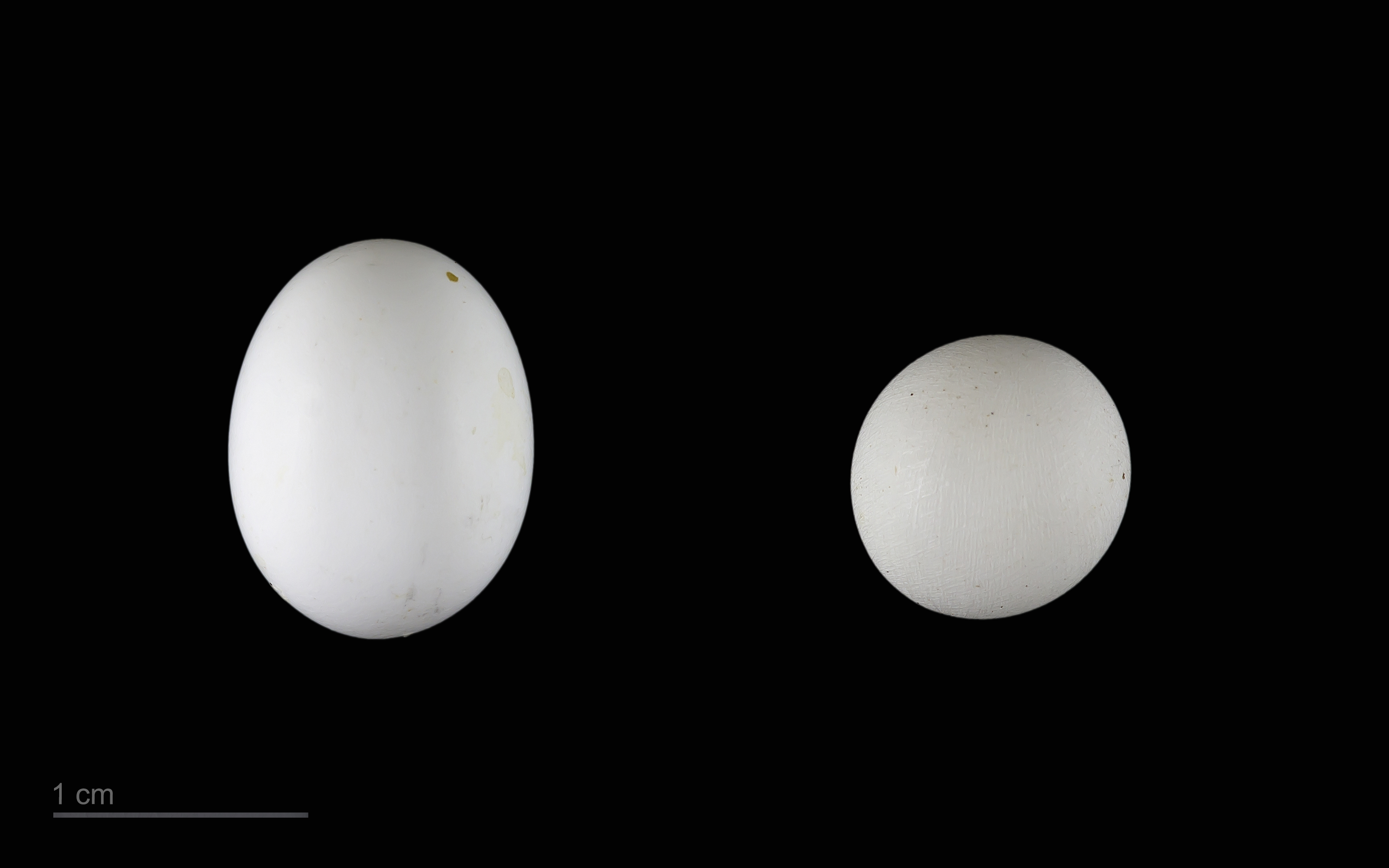
Vidua macroura en un nido de Lonchura cucullata - MHNT

El capuchino bronceado es un pájaro gregario que se alimenta principalmente de semillas, que incluyen las de los cultivo como el mijo, el arroz y el trigo. También consumen termitas, néctar o fibras de algas. Esta especie emite varios tipos de llamadas, incluido un rreep-rreeep en vuelo, un gorjeo cuando está posado, que consiste en varias notas vibrantes. Su canto es una serie de notas concatenadas y un tanto repetitivas. Antes de irse a dormir por la noche, normalmente visitan una charcha donde haya vegetación que se introduzca en el agua. Por la noche duermen en nidos en forma de bola, que en la época no reproductiva construyen con este único propósito. Estos dormideros comunales son desmantelados y se rehacen casi diariamente reutilizando sus materiales, en el mismo lugar o uno nuevo, por todos los miembros del grupo. Cada grupo, compuesto entre 8 y 20 individuos, parece estar por un solo macho adulto. La bandada defiende las inmediaciones del nido contra los intrusos, aunque aceptan fácilmente a recién llegados. Pueden asociarse con otras especies de estríldidos, y también usar sus nidos desocupados. Las parejas a menudo acicalan mutuamente.

## Anidamiento
Son anidadores incesanes y pueden criar hasta cuatro nidadas por año, cuando se dan condiciones favorables. Su nido es una gran estructura cubierta de hierba situada en un árbol, donde ponen entre 4 y 8 pequeños huevos blancos. La incubación dura 12 días. Los polluelos tardan unas tres semanas en dejar el nido, y son indempendientes tras otras tres semanas. Los polluelos son alimentados con semillas verdes blandas e insectos.

## Taxonomía
El capuchino bronceado fue descrito científicamente en 1837 por el ornitólogo inglés William Swainson. El ejemplar tipo fue recolectado en Senegal.
Se reconocen dos subespecies:
- Lonchura cucullata cucullata - se extiende desde Senegal al oeste de Kenia y el noroeste de Angola[4][5]
- Lonchura cucullata scutata (Heuglin, 1863) - se encuentra del este de Sudán y Sudán del Sur hasta el oeste de Etiopía, y el sur de Sudáfrica. A diferencia de la nominal el listado del costado se extiende hasta el pecho, en lugar del plumaje verde. Su obispillo y la parte superior de la cola solo están finamente listadas y casi son de un tono oscuro uniforme.[4] Estas caracteristiscas sin embargo son variables entre individuos.

En una amplia región del alto Nilo hay individuos de características intermedias. Se propupuso una tercera subespecie, L. c. tressellata,Clancey, 1964 que no se reconoce en la actualidad.